# Дружне (Херсонський район)
Дру́жне — село в Україні, в Ювілейній селищній громаді Херсонського району Херсонської області. Населення становить 191 осіб. З початку широкомасштабного вторгнення Росії в Україну село перебуває під російською військовою окупацією.

## Населення
Згідно з переписом УРСР 1989 року чисельність наявного населення села становила 189 осіб, з яких 80 чоловіків та 109 жінок.
За переписом населення України 2001 року в селі мешкала 191 особа.

### Мовний склад
Рідна мова населення за даними перепису 2001 року:
| Мова       | Чисельність, осіб | Доля     |
| ---------- | ----------------- | -------- |
| Українська | 164               | 85,86 %  |
| Вірменська | 25                | 13,09 %  |
| Інше       | 2                 | 1,05 %   |
| Разом      | 191               | 100,00 % |